# Gerbillus burtoni
Espèce
Statut de conservation UICN

 DD  : Données insuffisantes
Gerbillus burtoni est une espèce qui fait partie des rongeurs. C'est une gerbille de la famille des Muridés. Observée uniquement au Soudan, il y a très peu d'information sur cette espèce que l'UICN classait en 1996 dans les espèces en danger critique.